# Chevalia carpenteri
Chevalia carpenteri är en kräftdjursart som beskrevs av J. L. Barnard och Thomas 1987. Chevalia carpenteri ingår i släktet Chevalia och familjen Isaeidae. Inga underarter finns listade i Catalogue of Life.